# Ein Hoch der Liebe
Ein Hoch der Liebe (tradução em português: "Um brinde pelo amor") foi a canção alemã no Festival Eurovisão da Canção de 1968, interpretada em alemão por Wencke Myhre.
A canção foi a décima sexta a ser interpretada na noite do Festival (depois de Massiel da Espanha com "La La La" e antes de Dubrovački Trubaduri da Yugoslávia com "Jedan Dan"). Ao final da votação obteve 11 pontos, ficando em 6º lugar, numa classificação com 17 colocações.